# حفرية انتقالية
الحفرية الانتقالية هي أي بقايا متحجرة لأي شكل من أشكال الحياة، والتي تبدي سمات مشتركة بين كل من مجموعة الأسلاف ومجموعة السليل المشتق منها. وهي مهمة بشكل خاص حيث تكون المجموعة السليلة متمايزة بشكل حاد عن طريق علم التشريح العياني ونمط المعيشة عن مجموعة الأسلاف. وتكون هذه الأحفورات بمثابة تذكير على كون الأقسام التصنيفية ليست سوى بنى بشرية وضعها الإنسان بعد إدراكه المتأخر لسلسلة من الاختلافات والتباينات. وبسبب عدم اكتمال السجل الأحفوري ونقصه، فلا توجد –في العادة –طريقة لمعرفة مدى قرب الحفرية الانتقالية من نقطة التباين بالضبط. لذا لا نستطيع افتراض أن الحفريات الانتقالية هي أسلاف مباشرة لمجموعات أكثر حداثة، على الرغم من أنها كثيراً ما تستخدم كنماذج لمثل هؤلاء الأسلاف.
في عام 1859، وعندما نُشر كتاب تشارلز داروين “أصل الأنواع” لأول مرة، كان السجل الأحفوري غير معروف تماماً. ووصف داروين النقص الملحوظ في الحفريات الانتقالية على أنه “... الاعتراض الأخطر والأكثر وضوحاً والذي بالإمكان استعماله لنقض نظريتي”. لكنه أوضح ذلك بربطه بالنقص الشديد في السجل الجيولوجي. وأشار إلى المجموعات المحدودة المتاحة في ذلك الوقت، لكنه وصف المعلومات المتاحة بأنها أنماط إيضاحية تتبع نظريته عن النسب مع التحوير من خلال الاصطفاء الطبيعي. وبالفعل، فقد اكتُشف الأركيوبتركس بعد ذلك بعامين فقط، أي في عام 1861. ويمثل الأركيوبتركس شكلاً انتقالياً تقليدياً بين الديناصورات الأولى غير الطائرة والطيور. واكتُشفت الكثير من الحفريات الانتقالية منذ ذلك الوقت، وهناك حالياً أدلة وفيرة على كيفية ارتباط جميع أصناف الفقاريات، بما فيها العديد من الحفريات الانتقالية. ومن الأمثلة عن التحولات على مستوى الصنف: رباعيات الأطراف والأسماك والطيور والديناصورات والثدييات و “الزواحف الشبيهة بالثدييات”.
استخدم مصطلح “الرابطة المفقودة” على نطاق واسع في الكتابات الشعبية عن تطور الإنسان للإشارة إلى وجود فجوة ملحوظة في السجل التطوري البشري، ويستخدم بشكل شائع للإشارة إلى أي اكتشافات أحفورية انتقالية جديدة. لكن العلماء لا يستخدمون هذا المصطلح، لأنه يشير إلى نظرة ما قبل التطور للطبيعة.

## أمثلة بارزة

### الأركيوبتركس
يعتبر الأركيوبتركس من جنس وحشيات الأرجل، وهو أحد أقرب أقرباء الطيور. ومنذ أواخر القرن التاسع عشر، أصبح هذا التصنيف مقبولاً لدى علماء الأحياء والحفريات القديمة، وأُشير إليه في أعمالٍ عديدة باعتباره أقدم طائر معروف. لكن دراسة في عام 2011 قد شككت في هذا الادعاء، واقترحت أن الأركيوبتركس هو ديناصورٌ قريب من أصل الطيور لكنه ليس من طيريات الأجنحة.
عاش الأركيوبتركس في الجنوب من ألمانيا حالياً في العصر الجوراسي المتأخر، أي قبل نحو 150 مليون سنة عندما كانت أوروبا مجرد أرخبيل عائم على البحر الاستوائي الدافئ، وكانت أوروبا أقرب إلى خط الاستواء بكثير مما هي عليه الآن، ويشبه شكلها طائر العقعق الأوروبي. وكانت أكبر كائنات القارة بحجم الغراب حالياً. بلغ طول الأركيوبتركس نحو نصف (0.5) متر فقط، ولكنه امتلك أجنحة عريضة وواسعة بالرغم من صغر حجمه، كما امتلك القدرة على الطيران والانسياب. ويبدو أن الأركيوبتركس يتشابه في كثير من الميزات مع الديناصورات الأخرى الصغيرة التي وجدت في حقبة الحياة الوسطى بشكل أكبر من تشابهه مع الطيور الحديثة. وخاصة الميزات التالية التي يشترك بها مع الدرومايوصوريات والترودونتيدات: وهي الفكوك ذات الأسنان الحادة وثلاثة أصابع مزودة بمخالب وعظم ذيلي طويل، بالإضافة إلى أصابع ثانوية شديدة المرونة كانت تُستخدم كمخالب للصيد والقتل، والريش أيضاً إلى جانب العديد من السمات الهيكلية الأخرى. تجعل هذه الميزات من الأركيوبتركس مرشحاً قوياً لتصنيفه ضمن الحفريات الانتقالية بين الديناصورات والطيور، وبالتالي سيكون للأركيوبتركس أهمية كبيرة في دراسة الديناصورات وأصل الطيور.

### السجل الأحفوري
لا يظهر كل شكلٍ انتقالي في السجل الأحفوري، لأن السجل الأحفوري غير كامل. ونادراً ما تُحفظ الكائنات الحية على شكل أحفورات حتى في أفضل الظروف، ولم يتم اكتشاف سوى جزء ضئيل من هذه الأحفورات. وأشار عالم الأحفورات دونالد بروثيرو إلى هذا الأمر موضحاً أن عدد الأنواع المعروفة من خلال السجل الأحفوري أقل من 5 بالمائة من عدد الأنواع الحية المعروفة، مشيراً إلى أن عدد الأنواع المعروفة من خلال الأحفورات لا يتعدى الـ 1 بالمائة بالنسبة لجميع الأنواع التي عاشت على الأرض منذ نشأتها.
ونظراً للظروف الخاصة والنادرة المطلوبة لتحجر بنية حية ما، فإن المنطق ينص على كون هذه الأحفورات المعروفة لا تمثل سوى نسبة صغيرة من جميع أشكال الحياة التي كانت موجودة –وأن كل اكتشاف يمثل مجرد صورة للتطور. لا يمكن توضيح هذا الانتقال وتأكيده إلا من خلال الأحفورات الانتقالية، والتي لا تظهر نقطة منصفة بين الأشكال المتباينة بوضوح.
إن السجل الأحفوري غير متكافئ تماماً، مع وجود بعض الاستثناءات، ويميل بشدة نحو الكائنات الحية ذات الأجزاء الصلبة، مما يترك لمعظم الكائنات ذات الأجسام الرخوة سجلاً أحفورياً ضعيفاً أو معدوماً. والمجموعات التي تتمتع بسجل أحفوري جيد، بما في ذلك عدد من الحفريات الانتقالية بين المجموعات التقليدية، هي الفقاريات وشوكيات الجلد وعضديات الأرجل وبعض مجموعات مفصليات الأرجل.

### أوسترالوبيثكس أفارينيسيس
يُمَثِّل الأوسترالوبيثيكس أفارينيسيس انتقالًا تطوريًا بين الإنسان الحديث ثنائي الحركة وأسلافه من القردة رباعيات الحركة. تعكس سمات هيكل الأوسترالوبيثيكس أفارينيسيس العظمي سماتٍ تتوافق مع كونه ثنائي الحركة، إلى الحد الذي دفع بعض الباحثين إلى اقتراح أن ميزة ثنائية الحركة قد تطورت قبل وقت طويل من الأوسترالوبيثيكس أفارينيسيس. ومن الناحية التشريحية، يشبه حوض الأوسترالوبيثيكس أفارينيسيس الحوض الإنساني أكثر من الحوض القردي؛ تكون الشفرات الحرقفية لديه قصيرةً وعريضة، كذلك يكون العجز واسعًا ويقع مباشرةً خلف مفصل الورك، ويوجد دليل واضح على ارتباط قوي لباسطات الركبة مما يشير إلى امتلاكه وضعية مستقيمة.
على الرغم من أن الحوض لا يشبه الحوض الإنساني تمامًا (عريضًا بشكل ملحوظ، أو متدرج الاتساع، بلوحين يتجهان نحو الوحشي)، إذ تشير هذه الميزات إلى بنية أعيد تشكيلها بشكل جذري لملاءمة الوضعية المستقيمة. يسمح اتجاه ووضعية الفخذ للقدم بالوقوع بالقرب من خط الناصف للجسم، وهذا يشير بقوة أيضًا للحركة الثنائية. يمتلك في الوقت الحاضر كل من البشر الأورانغوتان والسعادين العنكبوتية السمة هذه نفسها. تتميز القدمين بأصابعٍ كبيرةٍ مقربةٍ مما يجعل من الصعب -إن لم يكن من المستحيل- مسك الأغصان باستخدام الأطراف الخلفية. وإلى جانب الحركة، امتلك الأوسترالوبيثيكس أفارينيسيس دماغًا أكبر قليلاً من الشمبانزي الحديث :122 (أقرب الأقرباء الحية للبشر)، كذلك امتلك أسنانًا أقرب للأسنان البشرية من القردية.

### الحيتان الباكستانية- الحيتان الجوالة
تنحدر الحيتانيات (الحيتان والدلافين وخنازير البحر) من الثدييات البرية. تعتبر الحيتان الباكستانية من الحيتان الأولى، وهي عائلة منقرضة من الثدييات الحافرية، وأقرب الأشقاء لها هو الاندوهيوس. عاشت هذه الحيتان في أوائل العصر الإيوسيني منذ نحو 53 مليون سنة، وقد اكتُشِفَت أحافيرهم لأول مرة في شمال باكستان في عام 1979 عند نهر ليس ببعيد عن شواطئ بحر تيثس السابق. استطاعت الحيتان الباكستانية أن تسمع تحت الماء باستخدام توصيل عظمي مُعزَّز، بدلًا من الاعتماد على الأغشية الطبلية مثل معظم الثدييات البرية. لا يوفّر هذا التركيب سمعًا توجيهيًا تحت الماء.
اكتُشِفت الحيتان الجوالة التي عاشت قبل نحو 49 مليون عام في باكستان في عام 1994. يُعتَقَد أنّ هذه الحيتان كانت برمائية، ويبدو أنها كانت تشبه التماسيح. سكنت الحيتان الجوالة الخلجان ومصبات مياه تيثس في شمال باكستان خلال العصر الإيوسيني. تواجدت الحفريات دائمًا في الرواسب المتواجدة في المياه البحرية الضحلة القريبة من الشاطئ، إضافةً إلى حفرياتٍ وفيرةٍ أخرىً لنباتاتٍ بحريةٍ ورخوياتٍ ساحليةٍ. وعلى الرغم من عدم تواجدها إلا في الرواسب البحرية، إلا أن قيم نظائر الأكسجين تشير إلى أنها استهلكت المياه المالحة. مع ذلك، لا تظهر بعض العينات أي دليل على استهلاك مياه البحر، والبعض الآخر لم يستهلك في أي وقت من الأوقات المياه العذبة. من الواضح أن الحيتان الجوّالة قادرة على التعامل مع مجموعة واسعة من التركيزات الملحية. ربما تضمّن نظامهم الغذائي حيواناتٍ بريةً اقتربت من الماء للشرب، أو كائناتٍ مائيةً كانت تعيش في النهر. وبذلك، مثّلَت الحيتان الجوّالة مرحلةً انتقاليةً من أسلاف الحيتانيات بين المياه العذبة والبحرية.

### تيكتاليك
تيكتاليك هو جنس من أسماك لحميات الزعانف المنقرضة منذ أواخر العصر الديفوني بخصائص مشابهة لتلك الموجودة لدى رباعيات الأطراف. هو أحد سلالات لحميات الزعانف القديمة التي طوّرت تكيفاتٍ تتلاءم مع السكن في المياه الضحلة الفقيرة الأكسجين –أدت هذه التكيفات في النهاية إلى تطور رباعيات الأطراف. عُثِرَ على حفريات محفوظة بشكل جيد في عام 2004 في جزيرة إليسمير في نونافوت، كندا.
عاش التيكتاليك منذ نحو 375 مليون سنة، ويقترح علماء الأحياء القديمة أنه يمثل الانتقال بين الفقاريات غير الرباعية مثل الباندريكثيس المعروفة من حفريات يبلغ عمرها 380 مليون عام، ورباعيات الأطراف الأولى مثل الأكانتوستيجة والإكتوستيجة المعروفة من حفريات يبلغ عمرها نحو 365 مليون عام. قاد امتلاك هذه الكائنات مزيجًا من خصائص الأسماك البدائية ورباعيات الأطراف إلى توصيفها من قبل أحد مكتشفيها -نيل شوبين- على أنها أسماكًا قدميةً.
على عكس العديد من الحفريات الانتقالية السابقة الأكثر شبهاً بالأسماك، امتلكت زعانف التيكتاليك عظام معصم أساسية وأشعة بسيطة تذكرنا بالأصابع، وربما كانت قادرة على حمل الوزن. كما كل رباعيات الأطراف الحديثة، امتلكت عظامًا ضلعية، عنقًا متحركًا مع حزامٍ صدريٍّ منفصل، ورئتين. وذلك على الرغم من امتلاكها خياشيم وحراشف وزعانف سمكية.
حُدِّدَ عمر آثار أقدام رباعيات الأطراف التي عُثِرَ عليها في بولندا والتي نُشرت في مجلة نايتشر بدقة في كانون الثاني/يناير عام 2010، إذ قدّر العلماء بأنها أقدم بـ10 ملايين سنة من أقدم إلبيستوستيغال مُكتَشف (التيكتاليك مثال على ذلك). امتلكت حيوانات مثل التيكتاليك ميزاتٍ تطوّرت منذ نحو 400 مليون سنة، مما يعني أنّها كانت آخر الناجين أكثر من كونها أشكالًا انتقاليةً مباشرة، وهذا يُسَلِّط الضوء على مدى قلة معرفتنا ببدايات تاريخ الفقاريات البرية.

### أسماك الأمفستيم
الأسماك المفلطحة هي رتبة من الأسماك شعاعية الزعانف. والسمة الأكثر وضوحًا في الأسماك المفلطحة الحديثة هو عدم تناظرها؛ إذ تقع كلتا العينين على نفس الجانب من الرأس في الأسماك البالغة. تقع العينين في بعض العائلات على الجانب الأيمن من الجسم دائمًا، بينما تقع في عائلات أخرى على الجانب الأيسر. ضمّت أسماك الترس الشوكية البدائية أعدادًا متساويةً من الأفراد الذين تقع أعينهم على الجانب الأيمن والآخرين الذين تقع أعينهم على الجانب الأيسر، وعدم التناظر فيها عمومًا أقل من العائلات الأخرى. ومن السمات المميزة الأخرى للرتبة هي وجود عيون قابلة للتمدد، وهو تكيف آخر للحياة في قاع البحر (القاعيات)، إضافةً إلى امتداد الزعنفة الظهرية إلى الرأس.
الأمفيستيم هي سمكة الأحفوري يُقَدَّر عمرها بنحو 50 مليون عام، وقد تم اعتبارها قريب مبكر للسمك المفلطح، وكذلك اعتُبِرَت حفريةً انتقالية. ولا يعد الانتقال من الرأس المتناظر النموذجي للفقاريات مكتمل، إذ تقع عين واحدة قرب الوسط العلوي من الرأس. خلص علماء الحفريات إلى أن التغيير يحدث تدريجيًا، بطريقة تتفق مع التطور عبر الانتقاء الطبيعي وليس فجأة، كما اعتقد بعض الباحثين سابقًا.
يعد الأمفيستيم من بين العديد من أنواع الأسماك الأحفورية المعروفة في مونتي بولكا في إيطاليا والهيترونيكتي هي حفرية تمتلك خصائصًا متشابهةً جدًا من الطبقات الأرضية الأولى في فرنسا.

## تاريخ

### ما بعد داروين
منذ القرن الثامن عشر، اقتُرحت الفكرة التي تنص على أن الأنواع الحيوانية والنباتية لم تكن ثابتة بل تغيرت مع مرور الزمن. وأعطى مؤلف داروين “أصل الأنواع”، الذي نشر في عام 1859، أساساً علمياً ثابتاً. لكن ضعف عمل داروين كان نتيجة افتقاره إلى أدلة الأحفورات، كما أشار داروين بنفسه. من السهل تخيل قدرة الاصطفاء الطبيعي على توليد التباين الذي يظهر داخل الأجناس والفصائل، لكن الانتقال بين الفئات العليا كان أمراً صعب التخيل. وكان اكتشاف الأركيوبتركس في عام 1861، أي بعد عامين فقط من نشر أعمال داروين، حدثاً مساعداً ومهماً في إيجاد رابطةٍ بين طائفة الطيور المنحدرة، وأنواع الزواحف الأكثر بدائية.
وهكذا، لم توفر الحفريات الانتقالية مثل الأركيوبتركس دعماً لنظرية داروين فحسب، بل أيقونة في علم التطور. فعلى سبيل المثال، أظهر القاموس الموسوعي السويدي Nordisk familjebok لعام 1904 إعادة بناء غير دقيقة للأركيوبتركس (انظر الرسم التوضيحي) من الحفرية المكتشفة تحت عنوان “إحدى أهم الاكتشافات الأثرية التي تمت على الإطلاق”.

## مواضيع أسيء فهمها

### الرابطة المفقودة
يشير مصطلح “الرابطة المفقودة” إلى مفهوم ما قبل التطور الساكن لسلسلة الوجود العظمى، وهي فكرة “إلوهية” قائمة على ارتباط الوجود بأكمله من الطين إلى الممالك الحية إلى الملائكة، وصولاً في نهاية المطاف إلى الله. تسبق فكرة ارتباط جميع الكائنات الحية نظرية داروين للتطور. تصور جان باتيست لامارك أن الحياة تتولد على شكل أبسط المخلوقات بشكل دائم، ثم تسعى جاهدة نحو التعقيد والكمال (أي وصولاً إلى البشر) من خلال سلسلة من الأشكال السفلى. وفي نظره، كانت الحيوانات الدنيا ببساطة جديدة في المشهد التطوري.
بعد نشر “أصل الأنواع”، بقيت فكرة “الحيوانات الدنيا” التي تمثل المراحل المبكرة من التطور، كما وضح في شكل النسب البشرية لإرنست هيغل. بينما كان تشكل الفقاريات نوعاً من التسلسل التطوري، كانت الأصناف المختلفة متمايزة، وأطلق مصطلح “الروابط المفقودة” على الأشكال الوسيطة غير المكتشفة.
استخدم تشارلز ليل هذا المصطلح لأول مرة في سياق علمي عندما نشر الطبعة الثالثة (1851) من كتابه “عناصر الجيولوجيا” فيما يتعلق بالأجزاء المفقودة من المقياس الزمني الجيولوجي. وأصبح المصطلح شائعاً في معناه الحالي عندما ظهر في الصفحة الـ 11 من كتاب ليل Geological Evidences of the Antiquity of Man في عام 1863. وبحلول ذلك الوقت، اعتُقد أن أول ظهور للإنسان كان في نهاية العصر الجليدي الأخير، لكن ليل استند إلى اكتشافات جديدة في كتابه “العصور القديمة للإنسان” لتصنيف أصل الإنسان في فترة أبعد من ذلك بكثير، في الماضي الجيولوجي السحيق. وكتب ليل أن سد الفجوة الضخمة بين الإنسان والوحش لا يزال لغزاً غامضاً. أطلقت كتابات ليل العنان لخيال العلماء والمكتشفين الآخرين، حيث ألهمت أعماله جول فيرن ودفعته إلى تأليف رواية الخيال العلمي “رحلة إلى مركز الأرض” عام 1864، وكتال لويس فيغيير بعنوان La Terre avant le déluge أو “الأرض قبل الطوفان” في عام 1867، حيث تضمنت الطبعة الثانية من الكتاب توضيحات دراماتيكية لرجال ونساء متوحشين، يرتدون جلود الحيوانات ويحملون الفؤوس الحجرية، بدلاً من جنات عدن التي وردت في طبعة 1863.
لا تزال فكرة “الرابطة المفقودة” بين البشر وما يسمى بالحيوانات “الدنيا” موجودة في الخيال العام لدى البشر. لكن البحث عن حفرية تظهر سمات انتقالية بين القرود والبشر لم يكن مجدياً حتى عثر الجيولوجي الهولندي الشاب يوجين دوبوا على قبة قحف وضرس وعظم الفخذ على ضفاف نهر سولو في جاوة في عام 1891. وقد جمع الاكتشاف بين قبة القحف المنخفضة الشبيهة بتلك التي لدى القردة، وبين دماغ يقدر حجمه بنحو 1000 سم مكعب، أي يمكن تصنيف هذا الدماغ في منتصف المسافة، من ناحية الحجم، بين دماغ الشمبانزي ودماغ الإنسان البالغ. وكان الضرس المكتشف أكبر من أي سن لدى الإنسان الحديث، بينما كان عظم الفخذ طويلاً ومستقيماً، وتظهر زاوية الركبة أن “رجل جاوة” قد مشى منتصباً. وإن أخذنا في عين الاعتبار مصطلح “الإنسان المنتصب”، سيكون رجل جاوة أول إنسان في القائمة الطويلة من أحفورات التطور البشري. وعند اكتشاف رجل جاوة، احتفى العديد بهذا الاكتشاف باعتباره “الرابطة المفقودة” مما ساعد في تحديد المصطلح المستخدم بشكل أساسي للحفريات البشرية، بالرغم من إطلاق هذا المصطلح أحياناً على وسيطات أخرى كالوسيط بين الديناصورات والطيور: الأركيوبتركس.
لا يزال مصطلح “الرابطة المفقودة” شائع الاستخدام ومعترفاً به من قبل الجمهور. وغالباً ما يستخدم في وسائل الإعلام الشعبية، لكن الصحافة والأوساط العلمية تتجنب استخدامه. حيث يرتبط هذا المصطلح بمفهوم سلسلة الوجودة العظمى وبالفكرة القائلة أن الكائنات البسيطة ليست سوى صيغاً بدائية للنماذج المعقدة، وكلاهما تم تجاهلهما في علم الأحياء. وعلى أي حال، يُعتبر المصطلح مضللاً بحد ذاته. فلم يعد هناك أي حفريات انتقالية معروفة ومفقودة كرجل جاوة. بينما سيؤدي أي اكتشاف إلى ظهور فجوات جديدة في قصة التطور. وفي المقابل، سيضيف اكتشاف حفريات انتقالية أخرى المزيدَ إلى معرفتنا حول الانتقالات التطورية.